# Коста Тодорович (офицер)
Коста Тодорович (на сръбски: Коста Тодоровић или Kosta Todorović) е сръбски офицер и революционер, деец на сръбската въоръжена пропаганда в Македония в началото на XX век.

## Биография
Роден е в град Ужице в 1882 година. Остава рано без родители и служи по чужди къщи. Учи два класа от реалната гимназия в Ужице, 3-6 в Белград, а завършва във Валево. Служи в къщата на Милорад Годжевац, един от основателите на сръбския четнически комитет, и се включва в четническото движение. След завършването на 7 клас се запизва в прочутия 32 випуск на Военната академия, в който учи заедно с Войн Попович, Воислав Танкосич, Бранивое Йованович. Завършва в 1901 година и е произведен в подпоручик. Служи в родния си град. В 1910 година е произведен в капитан и служи в Пожега. Командва граничните войски в сектора Шабац - Баина Баща с център в Лозница. Влиза в преписка с Гаврило Принцип и съратниците му. След убийството на ерцхерцог Франц Фердинанд Тодорович е затворен.
След избухването на Първата световна война е начело на Златиборския доброволчески отряд в състава на Ужичката войска на Илия Гойкович. Участва в сраженията при Сребреница. На 14 септември 1914 година е тежко ранен и попада в австро-унгарски плен. Отнесен е в Сребреница и заедно с още няколко души е публично изгорен на клада за сплашване на населението.